# Tayrac, Aveyron

Tayrac este o comună în departamentul Aveyron din sudul Franței. În 1 ianuarie 2022 avea o populație de 188 de locuitori.